# Gabriel Naddaf
Gabriel Naddaf (en árabe: جبرائيل نداف; hebreo: גבריאל נדאף, nacido el 18 de agosto de 1973) es un sacerdote de Israel de la Iglesia Ortodoxa griega, que fue además juez en los tribunales religiosos de la comunidad y portavoz del Patriarcado Ortodoxo Griego de Jerusalén. También es conocido como el líder espiritual y uno de los fundadores del Foro de Alistamiento de Cristianos de habla árabe en las Fuerzas de Defensa de Israel.

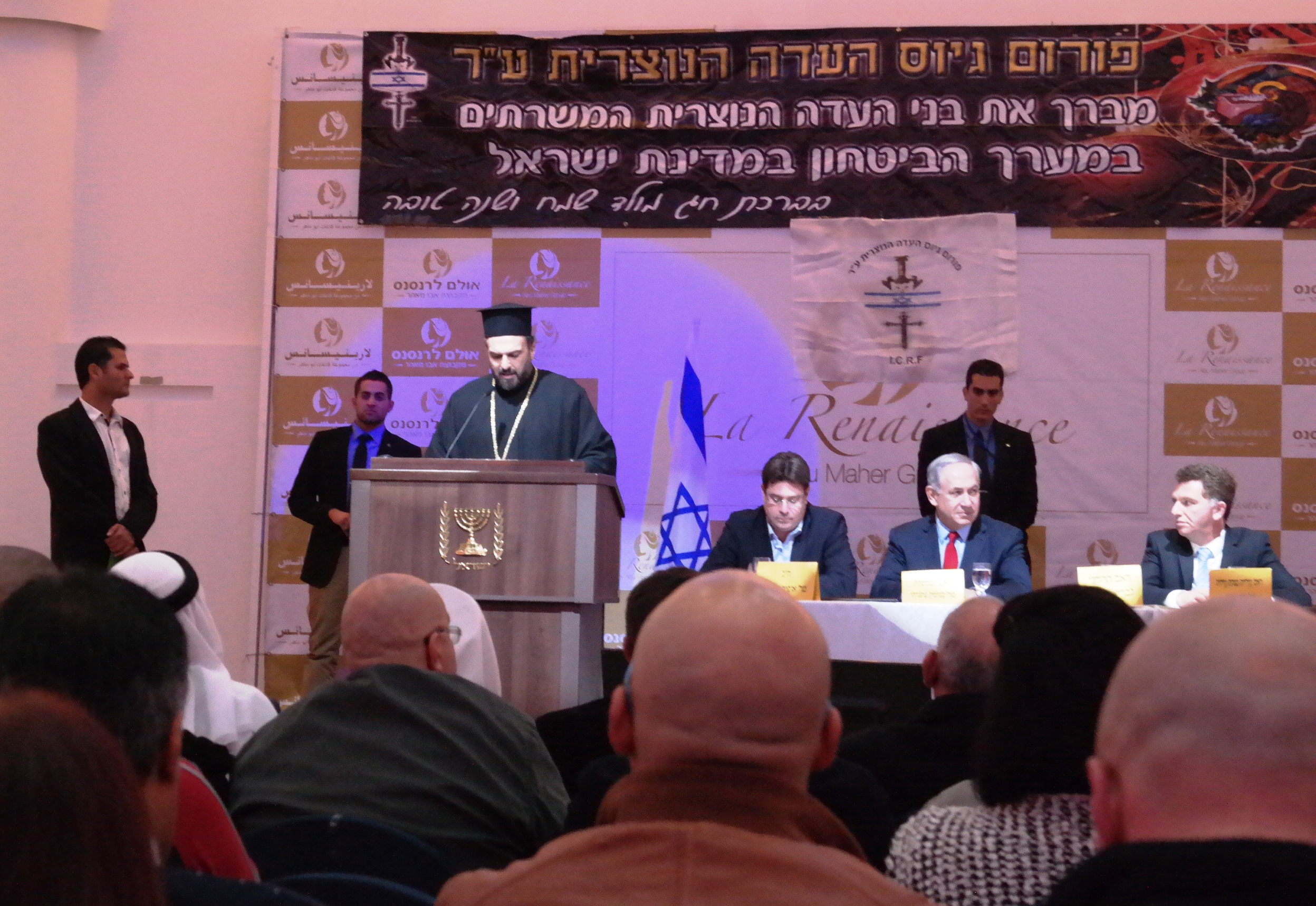
Gabriel Naddaf dirigiéndose a soldados cristianos de las FDI. Diciembre de 2014.

Naddaf apoya la integración de los cristianos de lengua árabe en todas las instituciones del Estado, incluido su ejército y el servicio nacional. Como resultado de ello, ha recibido amenazas por otros árabes israelíes, incluso los políticos. Su hijo mayor, Jubran, fue agredido físicamente en diciembre de 2013 debido a las actividades de su padre. Por otra parte, ha recibido el apoyo del actual primer ministro israelí, Benjamin Netanyahu, el Ministerio de Defensa de Israel, los miembros de la Knesset y otros funcionarios del gobierno.
Sus actividades han atraído en poco tiempo el alistamiento de cientos de cristianos de habla árabe al servicio militar y en especial al servicio nacional, a pesar de la campaña de boicot contra él llevada a cabo por los líderes árabes en Israel

## Biografía
Nadaf nació en 1973 en Yafia, un pueblo árabe de mayoría musulmana, pero con una gran minoría cristiana, que ahora es parte de la zona metropolitana de la ciudad de Nazaret, en Galilea. Desde 1995, Naddaf sirve como sacerdote en la Iglesia de la Anunciación en Nazaret, y como sacerdote del monasterio ortodoxo griego en Nazaret, que pertenece al Patriarcado Ortodoxo Griego de Jerusalén, que es la iglesia con el mayor número de fieles en Israel. Se desempeñó como portavoz del Patriarcado y como juez en los tribunales religiosos de la iglesia.
En 2005 se hizo conocido para el público en general por primera vez, cuando introdujo una demanda ante un tribunal israelí junto con otro sacerdote en contra del Patriarcado Ortodoxo Griego. Ellos trataron de impedir el derrocamiento del entonces Patriarca Ireneo I, el cual era considerado relativamente pro-Israel, y la elección de un nuevo patriarca en su lugar. Los intentos fracasaron al final, y en vez de Irinaeous, Teófilo III fue elegido. Está casado y tiene dos hijos.

## La incorporación de árabes cristianos en las FDI
Nadaf cree que la comunidad cristiana debe integrar lodo en la corriente principal de la sociedad israelí. Él está a favor de la contratación de los cristianos de lengua árabe en el ejército, la policía y el Sherut Leumi (Servicio nacional): "¿Por qué sirven los drusos? ¿Por qué sirven los beduinos? ¿Pero por qué no los cristianos? "Naddaf preguntó durante una entrevista otorgada al Times of Israel. "Debido a que tienen miedo." Y eso, sugirió, tenía que cambiar. "Es hora de decir en voz alta y clara:. Suficiente".
Es uno de los principales promotrores del Foro para el Alistamiento de la Comunidad Cristiana (FACC). El 16 de octubre de 2012, se celebró una conferencia en Nazaret, con el propósito de fomentar el alistamiento de jóvenes cristianos en el ejército y el servicio nacional, organizada por el Ministerio de Defensa y el Ayuntamiento de Nazaret. La conferencia contó con la participación de 121 jóvenes cristianos árabes y algunos musulmanes y beduinos, que expresaron su deseo de unirse al ejército israelí.
El 1 de mayo de 2014, en una conferencia en Nazaret, al que asistieron el viceministro de Defensa Danny Danon, se informó que desde 2013 el número de árabes cristianos alistados a las FDI seguía aumentando, ya que sólo en el primer trimestre de 2014, fue de alrededor de 100 personas.

## Relaciones con la comunidad árabe israelí
Diputados árabes a la Knesset como Mohammed Barakeh, Dov Henin y Hanna Sweid, todos miembros del partido Hadash, han condenado al Foro para el Alistamiento de la Comunidad Cristiana (FACC). El Consejo de la Comunidad Cristiana Ortodoxa en el pasado ha intentado boicotear a Naddaf e impedir su entrada en el recinto de su iglesia en Nazaret. Nadaf finalmente logró ingresar a su iglesia con guardias, soldados cristianos del ejército israelí y la Policía de Fronteras.
En los medios árabes de Israel e internacionales, las redes sociales y YouTube, ha sido calificado de "agente sionista" y "traidor", así como los jóvenes cristianos que se han alistado en las FDI. Como resultado de esto, los jóvenes reclutas y soldados de Nazaret han reportado pedir a sus comandantes licencia para salir de casa con ropa de civil, por miedo a la intimidación y el acoso.
Otros miembros de la Knesset, como Haneen Zoabi y Ahmed Tibi (Lista Conjunta) han escrito cartas abiertas y hablado en contra de Naddaf.
Los representantes de la Autoridad Palestina efectuaron una visita al Patriarca ortodoxo griego en junio de 2013, a raíz de la segunda conferencia de alistamiento de cristianos en las FDI y el servicio nacional y le ordenaron despedir inmediatamente a Naddaf, proporcionando cartas de un número de diputados árabes, incluyendo Haneen Zoabi, Muhammad Barakeh y Basil Ghattas. A consecuencia de esto, el patriarca Teófilo III publicó en los medios de comunicación árabes israelíes una severa condena de las actividades organizadas por Naddaf. Una semana más tarde, fue convocado para tener una conversación personal, especulándose que su propósito original fue probablemente para que le despidan de su cargo. La reunión en sí tuvo lugar el 25 de junio de 2013, y se prolongó durante horas, pero la presión ejercida por los altos oficiales gubernamentales de Israel, entre ellos la ministra de Justicia, Tzipi Livni y el ministro del Interior, Gideon Saar, hicieron cambiar de parecer al patriarca Teofilo III, evitando Naddaf ser despedido, limitándose a una audiencia disciplicinaria.
El 6 de mayo de 2014, un portavoz del Patriarcado Ortodoxo Griego, Issa Mesleh, publicó en un comunicado que "el patriarca Teófilo III decidió revocar todos los poderes del Padre Naddaf en su iglesia y destituirlo de su cargo de jefe de la Iglesia ortodoxa en Yafia", pero luego se reveló que el portavoz resultó ser un portavoz de la Autoridad Nacional Palestina, sin relación alguna con el Patriarcado. que publicó cosas por su cuenta y que el Patriarcado no rechazó la autoridad del Padre Naddaf.

## Relaciones con las instituciones israelíes
Los principales actores de la política israelí han ido tomando en cuenta poco a poco las actividades de Naddaf, y le han apoyado en su causa. En noviembre de 2012, un mes después de la primera conferencia del Foro para el Alistamiento de la Comunidad Cristiana (FACC), el director del Servicio Cívico Nacional, Gerbi Sar-Shalom, vino a Nazaret "para expresar su apoyo a Naddaf por su constancia y apoyo incondicional para animar a los cristianos jóvenes a integrarse en la comunidad en Israel ". Gerbi dijo en esa reunión, que "este es un acto valiente, un hombre de letras, sin inmutarse por las amenazas y presiones e insiste en servir al país ... Espero que las autoridades policiales actúen con decisión para detener la campaña de incitación y delegitimization de Naddaf y contra los hombres y mujeres que realizan el servicio militar ". Unas dos semanas después, Gerbi se reunió con el patriarca griego ortodoxo Teófilo III, quien le prometió que Nadaf no será boicoteado por la Iglesia.
En febrero de 2013, la diputada a la Knesset, Ayelet Shaked, se reunió con Naddaf; en junio de 2013, la ministra de Justicia, Tzipi Livni, y el ministro del Interior, Gideon Saar, hicieron lo mismo y también lo hicieron el 2 de julio, el viceministro de Defensa, Danny Danon.
El 5 de agosto de 2013, Naddaf reunió con el primer ministro Benjamin Netanyahu, quien solicitó el establecimiento de un foro conjunto con la participación del gobierno y de la comunidad cristiana, que promovería el alistamiento de miembros de la comunidad a las FDI y el servicio nacional y su integración en la vida nacional. Este foro se espera trabaje en pro de integrar a la comunidad cristiana de acuerdo con la Ley de Igualdad de Carga y supervisar los aspectos administrativos y jurídicos necesarios para este fin, como la protección de los defensores del alistamienti y los reclutas de la violencia y las amenazas, y una mayor aplicación de la ley contra los alborotadores e incitadores a la violencia. Agregó que "debemos tener en cuenta que la comunidad cristiana desea unirse al ejército israelí. A estos ciudadanos leales que quieren defender el país, yo les saludo y apoyo. No toleraremos amenazas y haremos cumplir con mano firme cualquier persecución, ni aceptaremos intentos de socavar el país desde dentro. El Estado de Israel y el primer ministro israelí, están a su lado". El 14 de diciembre de 2014, en una ceremonia organizada por el Foro para el Alistamiento de la Comunidad Cristiana (FACC) en Nazaret Illit, el primer ministro Netanyahu expresó su apoyo a la comunidad cristiana de Israel, en vista de la creciente extremismo islámico en el Medio Oriente, en especial contra los cristianos.
En septiembre de 2014, Naddaf se dirigió al Consejo de Derechos Humanos de las Naciones Unidas bajo los auspicios de la ONG "Face of Israel", donde hizo un llamado al mundo a unirse contra el extremismo islámico y que deje de acosar a Israel, ya que "Israel es el único lugar en el Oriente Medio, donde los cristianos son seguros ".

## Ataques
El 6 de diciembre de 2013, el hijo mayor de Naddaf, Jubran, fue atacado y golpeado, presumiblemente en represalia por las actividades de su padre.

## El Pueblo Arameo
Nadaf es uno de los promotores, junto con Shadi Khalloul, mayor en las reservas, portavoz del Foro para el Alistamiento de Cristianos y Presidente de la Asociación de cristianos siríacos, del reconocimiento de los cristianos de habla árabe de Israel como un pueblo separado, arameo, en lugar de árabe o palestino. A este respecto, Khalloul expresó a los medios: "Mi hijo de dos años de edad hijo hizo historia y Gideon Saar hizo historia y el pueblo judío finalmente hizo justicia con otras naciones de la región que hemos estado esperando por la justicia desde hace miles de años" al registrar a su hijo en el Registro Civil como "arameo"